# Pomniki Jana Pawła II w Poznaniu
Obecnie w Poznaniu znajduje się kilka rzeźbiarskich monumentów papieskich. Oprócz nich są także tablice pamiątkowe, m.in. w Katedrze. 

## Pomnik na Ostrowie Tumskim

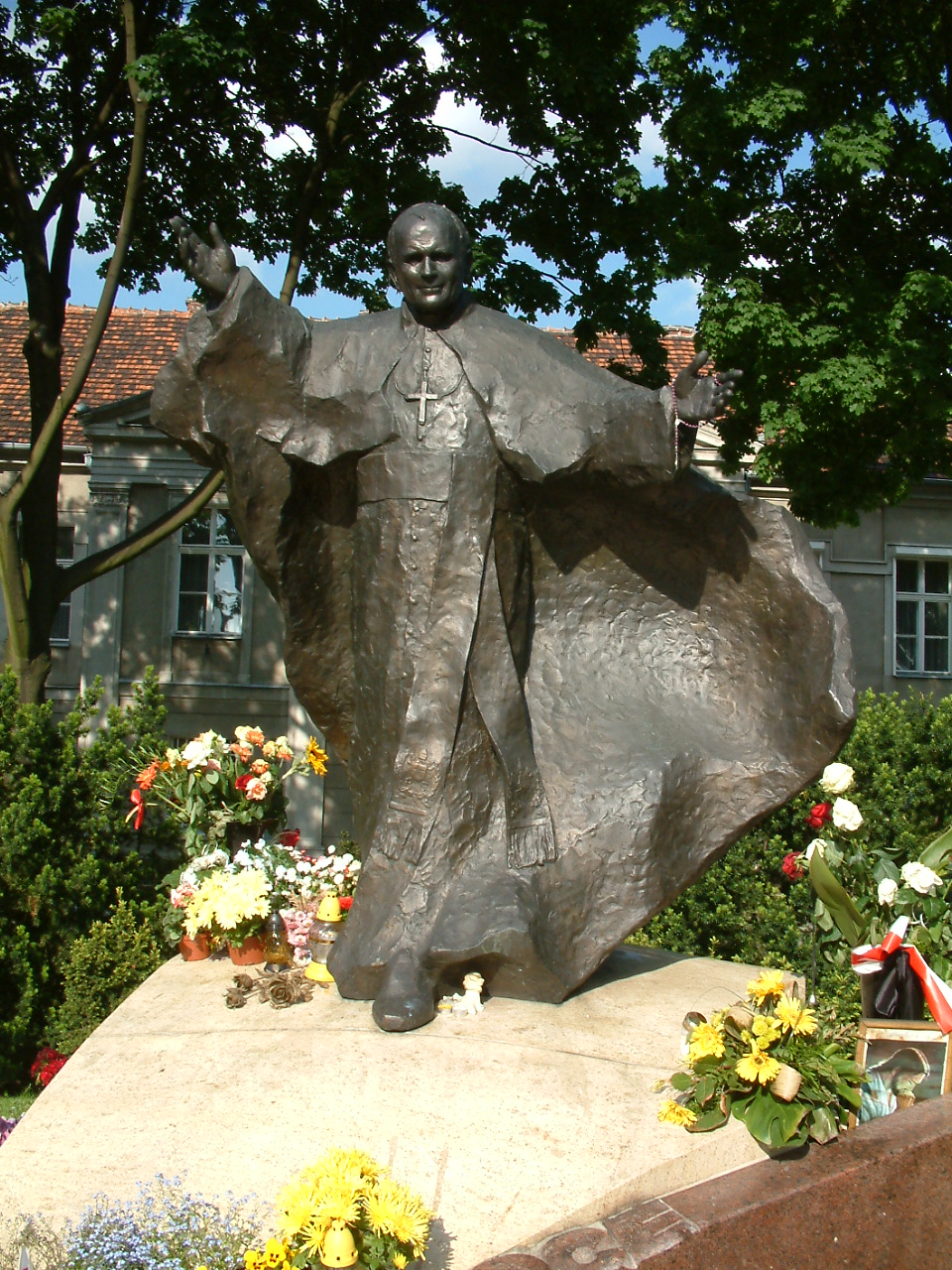
Pomnik Jana Pawła II na Ostrowiu Tumskim

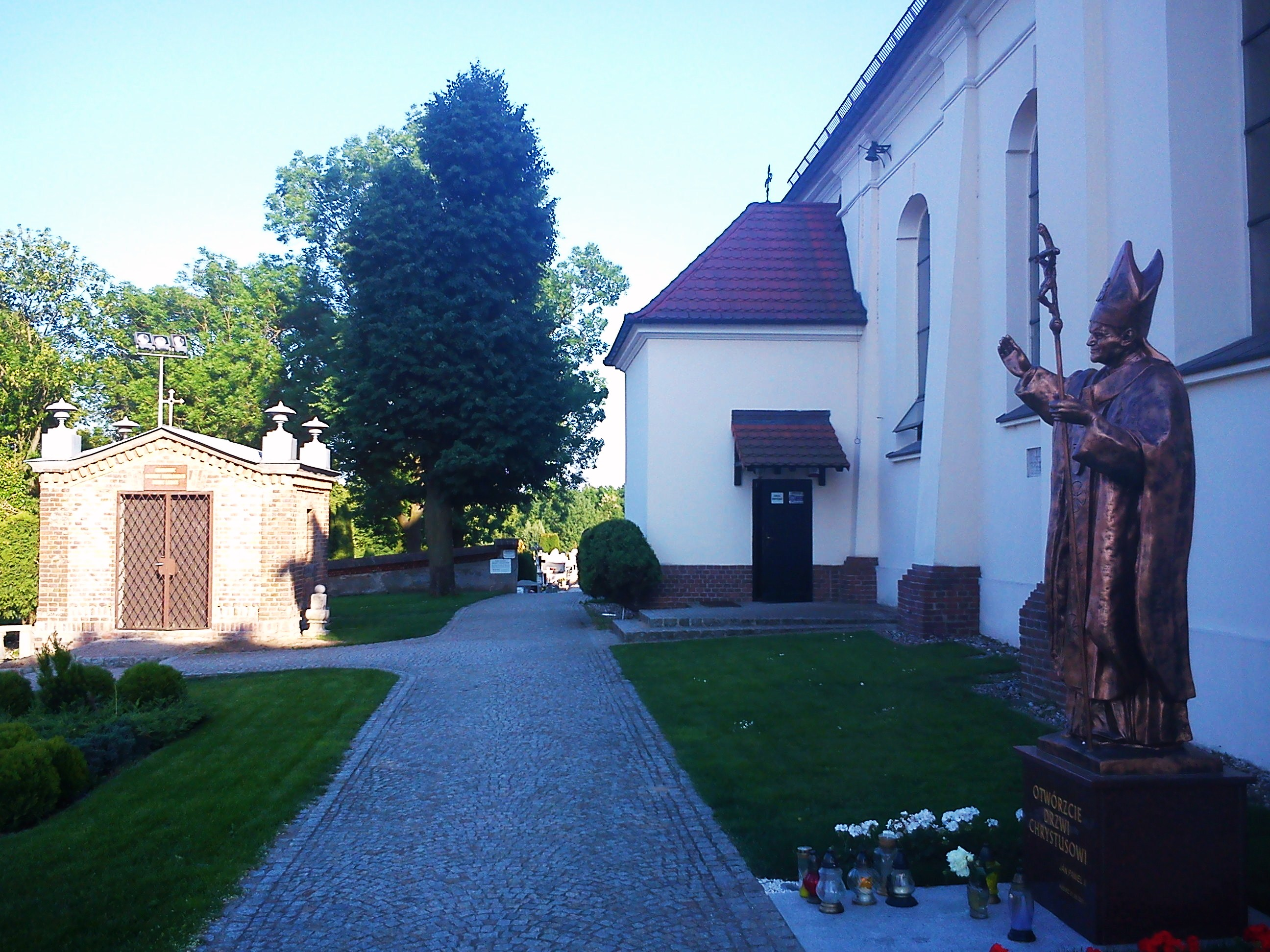
Pomnik w Kiekrzu

Pierwszym pomnikiem Jana Pawła II w Poznaniu jest monument upamiętniający papieża Jana Pawła II, zlokalizowany na Ostrowie Tumskim, w pobliżu budynku kurii metropolitalnej.
Autorką projektu jest Krystyna Fałdyga-Solska, artystka rodem z krakowskiej pracowni Jacka Pugeta. Pomnik powstał z inicjatywy arcybiskupa poznańskiego Juliusza Paetza, który przebywał w czerwcu 2000 na uroczystościach odsłonięcia pomnika Jana Pawła II w Łodzi. Dzieło to wywarło duże wrażenie na arcybiskupie i polecił wykonać podobne w Poznaniu. Odsłonięcia dokonano w niedzielę 26 listopada 2000.
Pomnik ma 2,25 m wysokości. Cokół zaprojektował mąż Krystyny Fałdygi-Solskiej - Bogusław Solski. Wmurowano weń kamienie z palatium Mieszka I w Poznaniu, symbolizujące opokę, na której oparta była myśl Jana Pawła II. Odlew wykonała pracownia odlewnicza Roberta Sobocińskiego w Szymanowie koło Śremu.
Z uwagi na formę postaci i cokołu, pomnik bywa żartobliwie nazywany przez część poznaniaków Surfującym Papieżem.
Pomnik został zdewastowany w październiku 2020 podczas demonstracji zwolenników aborcji, jakie odbyły się Poznaniu po wyroku Trybunału Konstytucyjnego w sprawie zmiany przepisów aborcyjnych.

## Pomnik w Kiekrzu
Drugi poznański pomnik figuratywny Jana Pawła II znajduje się przy kościele w Kiekrzu. Został on odsłonięty 1 maja 2011. Napis na cokole głosi: Otwórzcie drzwi Chrystusowi.

## Pomnik przy kościele pw. NMP Matki Odkupiciela
Trzeci poznański pomnik  Jana Pawła II znajduje się przed kościołem NMP Matki Odkupiciela na osiedlu Władysława Jagiełły. Został on odsłonięty w 2011 roku.

## Pomnik przy kościele pw. Karola Boromeusza
Pomnik znajduje się przed wejściem do kościoła pw. Karola Boromeusza na poznańskich Winogradach. Został on poświęcony 22 października 2016 (w dniu wspomnienia liturgicznego świętego papieża i w 38 rocznice inauguracji pontyfikatu)